# اچ‌ام‌اس ارین
اچ‌ام‌اس ارین (به انگلیسی: HMS Erin) یک کشتی بود که طول آن ۵۵۹ فوت ۶ اینچ (۱۷۰٫۵۴ متر) بود. این کشتی در سال ۱۹۱۳ ساخته شد.